# Val-du-Mignon
Val-du-Mignon – gmina we Francji, w regionie Nowa Akwitania, w departamencie Deux-Sèvres. W 2016 roku liczba ludności wynosiła 1131 mieszkańców. 
Gmina została utworzona 1 stycznia 2019 roku z połączenia trzech ówczesnych gmin: Priaires, Thorigny-sur-le-Mignon oraz Usseau. Siedzibą gminy została miejscowość Usseau. 